# Youth Novels
Youth Novels é o álbum de estreia da promissora cantora pop sueca Lykke Li. Foi produzido por Bjorn Yttling, do grupo Peter Bjorn and John e foi bem recebido pelo público e pela crítica.
Foi considerado pela revista de música Q como um dos 50 melhores álbuns do ano 2008, tendo acabado em número 37.

## Faixas
1. "Melodies & Desires" – 3:52
2. "Dance, Dance, Dance" – 3:41
3. "I'm Good, I'm Gone" – 3:09
4. "Let It Fall" – 2:42
5. "My Love" – 4:36
6. "Tonight" – 4:14
7. "Little Bit" – 4:33
8. "Hanging High" – 4:07
9. "This Trumpet in My Head" – 2:36
10. "Complaint Department" – 4:32
11. "Breaking It Up" – 3:41
12. "Everybody But Me" – 3:18
13. "Time Flies" – 3:21
14. "Window Blues" – 3:59

"Dance, Dance, Dance" e "I'm Good, I'm Gone" foram os singles de apresentação do álbum.

## Paradas musicais

### Gráficos da semana
| Gráfico(2008)                      | Pico posição |
| ---------------------------------- | ------------ |
| Belgian Albums Chart (Flanders)    | 56           |
| Dutch Albums Chart                 | 75           |
| French Albums Chart                | 143          |
| Irish Albums Chart                 | 75           |
| Norwegian Albums Chart             | 36           |
| Swedish Albums Chart               | 3            |
| UK Albums Chart                    | 112          |
| US Top Heatseekers                 | 18           |
| Gráfico (2009)                     | Pico posição |
| Australian Hitseekers Albums Chart | 7            |

### Gráficos de fim de ano
| Gráfico (2008)       | Posição |
| -------------------- | ------- |
| Swedish Albums Chart | 90      |

## Histórico de lançamento
| País           | Data                   | Gravadora        |
| -------------- | ---------------------- | ---------------- |
| Suécia         | 30 de Janeiro de 2008  | LL Recordings    |
| Irlanda        | 6 de Junho de 2008     | Atlantic Records |
| Reino Unido    | 9 de Junho de 2008     | Atlantic Records |
| Holanda        | 14 de Agosto de 2008   | Warner Music     |
| Estados Unidos | 19 de Agosto de 2008   | Atlantic Records |
| Austrália      | 5 de Setembro de 2008  | Warner Music     |
| France         | 29 de Setembro de 2008 | Warner Music     |